# Saint-Léger-près-Troyes
Saint-Léger-près-Troyes és un municipi francès situat al departament de l'Aube i a la regió del Gran Est. L'any 2007 tenia 671 habitants.

## Demografia

### Població
El 2007 la població de fet de Saint-Léger-près-Troyes era de 671 persones. Hi havia 266 famílies de les quals 52 eren unipersonals (37 homes vivint sols i 15 dones vivint soles), 96 parelles sense fills, 100 parelles amb fills i 18 famílies monoparentals amb fills.
La població ha evolucionat segons el següent gràfic:
Habitants censats

### Habitatges
El 2007 hi havia 278 habitatges, 266 eren l'habitatge principal de la família, 5 eren segones residències i 7 estaven desocupats. 265 eren cases i 12 eren apartaments. Dels 266 habitatges principals, 228 estaven ocupats pels seus propietaris, 32 estaven llogats i ocupats pels llogaters i 6 estaven cedits a títol gratuït; 2 tenien una cambra, 8 en tenien dues, 26 en tenien tres, 77 en tenien quatre i 153 en tenien cinc o més. 221 habitatges disposaven pel capbaix d'una plaça de pàrquing. A 91 habitatges hi havia un automòbil i a 160 n'hi havia dos o més.

### Piràmide de població
La piràmide de població per edats i sexe el 2009 era:
| Homes | Edats   | Dones |
| ----- | ------- | ----- |
| 0     | 95 o +  | 0     |
| 0     | 90 a 94 | 4     |
| 0     | 85 a 89 | 4     |
| 0     | 80 a 84 | 4     |
| 0     | 75 a 79 | 16    |
| 20    | 70 a 74 | 4     |
| 28    | 65 a 69 | 28    |
| 12    | 60 a 64 | 12    |
| 24    | 55 a 59 | 16    |
| 20    | 50 a 54 | 28    |
| 28    | 45 a 49 | 20    |
| 40    | 40 a 44 | 28    |
| 28    | 35 a 39 | 24    |
| 20    | 30 a 34 | 20    |
| 16    | 25 a 29 | 12    |
| 4     | 20 a 24 | 12    |
| 32    | 15 a 19 | 28    |
| 28    | 10 a 14 | 36    |
| 20    | 5 a 9   | 12    |
| 16    | 0 a 4   | 16    |

## Economia
El 2007 la població en edat de treballar era de 444 persones, 339 eren actives i 105 eren inactives. De les 339 persones actives 326 estaven ocupades (163 homes i 163 dones) i 12 estaven aturades (5 homes i 7 dones). De les 105 persones inactives 46 estaven jubilades, 39 estaven estudiant i 20 estaven classificades com a «altres inactius».

### Ingressos
El 2009 a Saint-Léger-près-Troyes hi havia 288 unitats fiscals que integraven 756,5 persones, la mediana anual d'ingressos fiscals per persona era de 21.425 €.

### Activitats econòmiques
Dels 20 establiments que hi havia el 2007, 1 era d'una empresa alimentària, 7 d'empreses de construcció, 1 d'una empresa de comerç i reparació d'automòbils, 4 d'empreses de transport, 1 d'una empresa d'hostatgeria i restauració, 1 d'una empresa financera, 1 d'una empresa immobiliària, 3 d'empreses de serveis i 1 d'una empresa classificada com a «altres activitats de serveis».
Dels 6 establiments de servei als particulars que hi havia el 2009, 1 era un paleta, 2 guixaires pintors, 1 fusteria, 1 lampisteria i 1 electricista.
L'any 2000 a Saint-Léger-près-Troyes hi havia 14 explotacions agrícoles que ocupaven un total de 384 hectàrees.

## Equipaments sanitaris i escolars
El 2009 hi havia una escola elemental integrada dins d'un grup escolar amb les comunes properes formant una escola dispersa.

## Poblacions més properes
El següent diagrama mostra les poblacions més properes.